# Enzo D'Alò
Enzo D'Alò (Nàpols, 7 de setembre de 1953) és un director, guionista i músic italià, reconegut, en particular, pels llargmetratges d'animació que ha dirigit.
Enzo D'Alò va començant estudiant música —toca el saxofon i la flauta travessera. El 1979, mentre realitzava la prestació substitutòria com objector de consciència, va treballar amb infants, filmant els seus dibuixos i muntant-los amb la seva pròpia música. Aquesta situació, més o menys casual, va marcar l'inici de la seva carrera cinematogràfica. Va ser així com va descobrir les enormes possibilitats expressives dels dibuixos animats i com va començar a desenvolupar les seves dots artístiques i comunicatives.
Des de 1983 és autor i director de sèries de televisió i de llargmetratges, molt ben valorats pel públic i la crítica. Les seves obres tenen un estil visual molt variat, resultat de la col·laboració amb diferents dibuixants. Així, per exemple, ha treballat amb Paolo Cardoni a La Freccia azzurra (1996) o amb Walter Cavazzuti a La gabbianella i il gatto (1998) i en Momo alla conquista del tempo (2001).
En les seves pel·lícules són comuns les referències a grans escriptors (Sepúlveda, Ende, etc.), i el gust per històries que puguin gaudir públics de totes les edats, amb diferents nivells de lectura. Enzo D'Aló aconsegueix parlar també de temes importants, com ara, la integració, l'ecologia, l'amistat, etc. i ho fa amb lirisme i intel·ligència, integrant-se amb ple dret entre els principals autors d'un cinema d'animació alternatiu al mainstream estatunidenc.

## Filmografia

### Cinema
- La freccia azzurra (1996)
- La gabbianella e il gatto (1998)
- Momo alla conquista del tempo (2001)
- Opopomoz (2003)
- Pinocchio (2012)
- Pipì, Pupù e Rosmarina in Il mistero delle note rapite (2017)

### Sèries de televisió
- La Pimpa (1990)
- Pipì, Pupù e Rosmarina (2009 i 2014 en endavant)

### Curtmetratges d'animació
- Kamillo Kromo (1993)